# فيليب مانلي بويس
فيليب مانلي بويس (بالإنجليزية: Philip Manley Boyce)‏ هو طبيب نفسي أسترالي، ولد في 20 سبتمبر 1949.